# Braybrook
Braybrook is een voorstad van Melbourne, Victoria, Australië. Zijn Local Government Area is de Maribyrnong City. Ongeveer halverwege de vroegere councils van Footscray en Sunshine, gevestigd in het centrum van de westelijke voorsteden. 
Het gepaste westen van Melbourne langs Road Ballarat, is onzeker dat het een industriële voorstad voor het grootste deel van zijn bestaan was geweest, hoewel nu, Braybrook begint om op onder andere een slaapstad te lijken, vooral toe te schrijven aan een recente uitbreiding van de westelijke voorsteden van Melbourne, die tegenover het oosten veel minder bevolkt zijn.
Historisch is dit gepast aan stigma, maar de westelijke voorsteden breiden nu wegens plaats en toenemende brandstofprijzen uit. Wat grondbezitters is in het verleden het decennium voorgekomen, met vele vroegere fabriekssites die voor moderne huisvestingsprojecten (huizen in de stad en dergelijke) worden ontwikkeld, maar de sporen van zijn industrieel verleden zijn nog duidelijk.

## Bevolking
Als belangrijkste campus van WELS (Western English Language School), die wordt gevestigd langs de South Road in Braybrook, velen vluchtelingen en immigranten, hoofdzakelijk van Afrikaanse en Vietnamese afkomst hebben zich in en rond Braybrook gevestigd. Ongeveer één derde van de bevolking is overzee geboren.

## Onderwijs
In Braybrook zijn er tal van scholen. Deze zijn:
- Dinjerra Primary School, gesitueerd aan South Road.
- Braybrook Primary School, gesitueerd aan  Ballarat Road. Eind 2007 werd besloten voor de school te sluiten en samen te smelten met 2 andere gebiedsscholen (Sunshine East Primary, Sunvale Primary). De gebouwen zullen worden gesloopt en de nabijgelegen Rosamond School zal de nieuwe vestigingsplaats worden, samen met de 2 andere scholen.
- Braybrook College, een publieke middelbare school, gesitueerd aan Ballarat Road.
- Caroline Chisholm Catholic College, gesitueerd aan Churchill Avenue.

Braybrook is ook de plaats waar de belangrijkste campus van WELS (de Western English Language School), die staat langs de South Road.

## Transport
Er gaan zes busroutes door Braybrook. Deze zijn 215, 216, 219, 220, 408 en 410 die langs in werking worden gesteld door de Melbourne Bus Link en Westrans. Het gebied wordt gediend per spoor door het Station van Tottenham en het Station van Sunshine, hoewel geen van beide stations eigenlijk in Braybrook gevestigd is.

## Communautaire Infrastructuur

### Communautaire Centrum
Het Communautaire Centrum Braybrook is gevestigd in 107-139 Churchill Avenue, Braybrook. Het centrum biedt kinderfaciliteiten, ambachten, het Engels als Tweede Taal (ESL) aan, occasionele zorg, computer en van Internetfaciliteiten, playgroups, gezondheid en welzijnsklassen en het financiële-adviseringsbureaus. Het biedt ook ruimten en zalen voor verhuur aan. Er is ook een grote gemeenschappelijke tuin met beeldhouwwerken. Het Westelijke Centrum van de Gezondheid van de Communautaire Regio wordt gehuisvest binnen het centrum en biedt fysiotherapie, sociaal werk, beroepstherapeuten, huisartsen, toespraakpathologie voor kinderen, farmaceutisch programma en een de gezondheidsverpleegster van vrouwen en kinderen aan. The Braybrook Tool Lending Library is een niet-voor-winst de communautaire dienst die door vrijwilligers wordt beheerd, die ook binnen het centrum worden gevestigd. De faciliteiten van de houtbewerking kunnen voor klassen & activiteiten worden gehuurd.

### Andere Communautaire Faciliteiten
De Communautaire Hub bij 19 Hargreaves Crescent is een basis voor het team van de Vernieuwing van de Buurt (Neighbourhood Renewal) en de Vereniging van de Buurt van Braybrook en Maidstone (Braybrook and Maidstone Neighbourhoud Association) met lokale inwoners samenwerken om verandering te ondersteunen. De lokale inwoners zijn welkom om meer over de Neihbourhood Renewal te bezoeken en erover te leren.    

## Handel
Er is een lokaal winkelcentrum genaamd Central West Plaza gesitueerd op de hoek van Ashley Street en South Road, aan de grens met West Footscray. Het was gebouwd op een vroegere RAAF basis, bijgevolg kreeg het winkelcentrum een algemeen luchtvaartthema, met een Tweede Wereldoorlog-vliegtuig aan de ingang langs de Ashley Street, maar bij de kantoorcomplexontwikkeling in 2003 werd het verwijderd. Er is een ander belangrijk winkelcentrum op de hoek van Ashley Street en Ballarat Road, "Braybrook Plaza." De meeste kleinhandelsondernemingen in het gebied, worden echter nog binnen strookwandelgalerijen gevestigd, die gemeenschappelijk zijn, maar bijna altijd gereduceerde, en kleine, individuele winkels op Ballarat Road. De strookwandelgalerijen kunnen op Monash Street, South Road, Churchill Road, Ballarat Road, en in de meeste naburige voorsteden worden gevonden. Het Braybrookse deel van Ballarat Road zijn een groot aantal restaurants aanwezig. 